# Leo de Snaijer
Leo de Snaijer (Vlaardingen, 3 juni 1931) is een Nederlands politicus namens het CDA en voorheen de CHU. 
De Snaijer, die opgeleid was als technicus, werd na de Tweede Wereldoorlog lid van de CHU waarbinnen hij lid werd van de Unieraad en bestuurslid van de afdeling Delf. In januari 1966 werd hij gemeenteraadslid in Vlaardingen. Daar zat hij in een gezamenlijke fractie van CHU, AR en SGP als PCG-fractie waarin hij waarnemend-fractievoorzitter was. In 1971 nam hij het initiatief voor de oprichting van de afdeling Vlaardingen van de EO. Tussen 1980 en 1986 was De Snaijer voor het CDA lid van de Provinciale Staten van Zuid-Holland. De Snaijer werd bij de Tweede Kamerverkiezingen 1981 voor het CDA verkozen in de Tweede Kamer maar nam de zetel niet in. Hij keerde terug in de Vlaardingse gemeenteraad en leidde in 1989 de onderzoekscommissie naar de gifbelt in de Vlaardingse Broekpolder. In 1992 zette hij zich als gemeenteraadslid af tegen hoge gemeenteambtenaren die niet in de gemeente zelf woonachtig waren. De Snaijer werd in 1993 gedecoreerd tot ridder in de Orde van Oranje Nassau. Na de Nederlandse gemeenteraadsverkiezingen 1994 nam hij afscheid maar bleef sindsdien wel als lijstduwer fungeren op de kieslijsten. Hij was binnen het CDA voorzitter van de hervormde mr. H.K.J. Beerninkstichting van oud-CHU'ers en verzette zich tegen de in 1995 net aangetreden CDA-partijvoorzitter Hans Helgers. De Snaijer was in 1958 gehuwd en kreeg twee zonen.